# Liste der Kulturgüter in Liestal
Die Liste der Kulturgüter in Liestal enthält alle Objekte in der Gemeinde Liestal im Kanton Basel-Landschaft, die gemäss der Haager Konvention zum Schutz von Kulturgut bei bewaffneten Konflikten, dem Bundesgesetz vom 20. Juni 2014 über den Schutz der Kulturgüter bei bewaffneten Konflikten sowie der Verordnung vom 29. Oktober 2014 über den Schutz der Kulturgüter bei bewaffneten Konflikten unter Schutz stehen.
Objekte der Kategorien A und B sind vollständig in der Liste enthalten, Objekte der Kategorie C fehlen zurzeit (Stand: 1. Januar 2023).

## Kulturgüter
| Foto | | Objekt                                                                     | Kat. | Typ | Standort                                | Beschreibung |
| ---- | --- | -------------------------------------------------------------------------- | ---- | --- | --------------------------------------- | --- |
| ja   | Datei hochladen · Wikidata zu Munzach, römischer Gutshof (Q17041699)                                   | Munzach (römischer Gutshof) KGS-Nr.: 01464                                 | A    | F   | Bienentalstrasse 621221 / 259800        | Reste eines römischen Gutshofes beim ehemaligen Dorf Munzach. Erste Funde von 1765, Ausgrabungen in der zweiten Hälfte des 20. Jahrhunderts. Herrenhaus mit Bad und Wirtschaftsbauten. |
| ja   | Datei hochladen · Wikidata zu Staatsarchiv des Kantons Basel-Landschaft (Q14847773)                    | Staatsarchiv des Kantons Basel-Landschaft KGS-Nr.: 08781                   | A    | S   | Wiedenhuberstrasse 35 621695 / 259631   | |
| ja   | Datei hochladen · Wikidata zu Frenkenbrücke der SCB (Q19362771)                                        | Frenkenbrücke der SCB KGS-Nr.: 09071                                       | A    | G   | Frenkenstrasse 622944 / 258608          | |
| ja   | Datei hochladen · Wikidata zu Römische Wasserleitung (Q19362773)                                       | Römische Wasserleitung KGS-Nr.: 09569                                      | A    | F   | Heidenlochstrasse 623651 / 258600       | Überreste einer 6,5 km langen Wasserleitung von der Ergolz zur römischen Stadt Augusta Raurica. Erste Grabung von 1898. |
| BW   | Datei hochladen · Wikidata zu Archive und Sammlungen von Archäologie und Museum Baselland (Q134390338) | Archive und Sammlungen von Archäologie und Museum Baselland KGS-Nr.: 17118 | A    | S   | Amtshausgasse 7 622327 / 259433         | |
| ja   | Datei hochladen · Wikidata zu Museum.BL (Altes Zeughaus) (Q29678849)                                   | Museum.BL (Altes Zeughaus) KGS-Nr.: 01456                                  | B    | G   | Zeughausplatz 28 622367 / 259415        | Erbaut als Korn- und Zeughaus 1520–1523. In Gemeindebesitz seit 1807. Umbau durch den Kanton 1834–1835. Heute Kantonalmuseum. |
| ja   | Datei hochladen · Wikidata zu Burghalde, mittelalterliche Fluchtburgruine (Q29678757)                  | Ruine Burghalden KGS-Nr.: 01459                                            | B    | F   | Burgruine 622232 / 260473               | |
| ja   | Datei hochladen · Wikidata zu Kulturhaus Palazzo (Ehemaliges Postgebäude) (Q29678817)                  | Kulturhaus Palazzo (ehemaliges Postgebäude) KGS-Nr.: 01461                 | B    | G   | Poststrasse 2 622130 / 259290           | Ursprünglich Post- und Telegraphengebäude, erbaut 1891–1892 nach Plänen von Hans Wilhelm Auer. |
| ja   | Datei hochladen · Wikidata zu Feldmühle (Q29678801)                                                    | Feldmühle KGS-Nr.: 01462                                                   | B    | G   | Feldsägeweg 7, 8, 9, 9a 621961 / 259799 | Feldmühle, neu erbaut 1588, Umbau zum Landsitz 1668. Altbauten vom Kanton erworben. Umbau und Restaurierung 1988–1989 für Staatsverwaltung. |
| ja   | Datei hochladen · Wikidata zu Obertor (Q29678866)                                                      | Obertor KGS-Nr.: 01465                                                     | B    | G   | Rathausstrasse 71 622379 / 259199       | auch "Oberes Tor", "Törli". Südostabschluss der Strasse und des Städtchens, erbaut im 13. Jhd. Helmabschluss mit Dachreiter 1554. Neugestaltungen: 1860 beidseitig von Fritz Ballmer, erneuert 1889 von Wilhelm Balmer , neu ausgemalt 1912/13 und 1949/50 durch Otto Plattner. Innenseite: Rütlischwur, Drachentöter Georg, Aussenseite: Chronos, Krieger mit Schweizerbanner. |
| ja   | Datei hochladen · Wikidata zu Olsbergerhof (Q29678883)                                                 | Olsbergerhof KGS-Nr.: 01466                                                | B    | G   | Rathausstrasse 28 622300 / 259324       | Erbaut 1571. Spätgotischer Repräsentativbau und Schultheissensitz. 1803–1880 Sitz der Bezirksschreiberei, ab 1882 Buchbinder Jakob Seiler. Weitere Umbauten 1900, 1919 und 1961–1962. |
| ja   | Datei hochladen · Wikidata zu Berrigut (Q29678744)                                                     | Berrigut KGS-Nr.: 01467                                                    | B    | G   | Rheinstrasse 28 621976 / 259669         | Landsitz, um 1768 für den Basler Indiennefabrikanten Samuel Ryhiner-Werthemann, vermutlich nach Plan von Samuel Werenfels |
| ja   | Datei hochladen · Wikidata zu Evangelische-reformierte Kirche (Q29678790)                              | Evangelisch-reformierte Kirche KGS-Nr.: 01468                              | B    | G   | Rathausstrasse 23 622320 / 259380       | Chorneubau 1506–1507, Turmneubau 1619–1620, Langhausumbau 1652. |
| ja   | Datei hochladen · Wikidata zu Rathaus (Q29678912)                                                      | Rathaus KGS-Nr.: 01469                                                     | B    | G   | Rathausstrasse 36 622322 / 259300       | Erbaut 1568, Innenausbau 1580–1590. 1886 wurde das Erdgeschoss neu konstruiert durch Paul Reber und Heinrich Reese, die Fassade wurde 1900 wegen Baufälligkeit originalgetreu ersetzt. |
| ja   | Datei hochladen · Wikidata zu Regierungsgebäude (Freihof) (Q29678929)                                  | Regierungsgebäude (Freihof) KGS-Nr.: 01470                                 | B    | G   | Rathausstrasse 2 622261 / 259400        | Ehemals Fronhof der Froburger, Umbau im 17. Jhd., 1654 bis 1738 Deputatenamt von Basel, ab 1739 bis 1779 Stadtschreiberei von Basel. Seit der Kantonstrennung 1833 Regierungsgebäude. |
| ja   | Datei hochladen · Wikidata zu Rotacker Schulhaus (Q29678961)                                           | Rotacker-Schulhaus KGS-Nr.: 09017                                          | B    | G   | Widmannstrasse 5 621856 / 259280        | Erbaut 1917–1919, Architekt Wilhelm Brodtbeck. |
| BW   | Datei hochladen · Wikidata zu Einfamilienhaus Otto (Q29678773)                                         | Einfamilienhaus Otto KGS-Nr.: 09141                                        | B    | G   | Rankweg 3 623138 / 259457               | Einfamilienhaus Otto, 1960, Architekt R.G. Otto, in Firma Förderer + Otto + Zwimpfer, Basel |
| ja   | Datei hochladen · Wikidata zu Römische-katholische Kirche Bruder Klaus (Q29678945)                     | Römisch-katholische Kirche Bruder Klaus KGS-Nr.: 09934                     | B    | G   | Rheinstrasse 18 622125 / 259577         | 1959–1960 erbaut von Fritz Metzger. |
| BW   | Datei hochladen · Wikidata zu Stadtmauer Liestal Zeughausgasse (Q29678976)                             | Stadtmauer, Abschnitt Zeughausgasse KGS-Nr.: 10712                         | B    | G   | Zeughausgasse 41 622416 / 259381        | |
| BW   | Datei hochladen · Wikidata zu Museum.BL (Sammlung) (Q1954396)                                          | Museum.BL (Sammlung) KGS-Nr.: 12151                                        | B    | S   | Zeughausplatz 28 622367 / 259415        | |
| ja   | Datei hochladen · Wikidata zu Methodisten Kapelle (Q29678833)                                          | Methodisten-Kapelle KGS-Nr.: 12152                                         | B    | G   | Kasernenstrasse 37 622693 / 259018      | Saalbau mit neugotischer Strassenfassade, Baubeginn 1863. Umbau (Erhöhung, Dachreiter) ab 1898. |
| BW   | Datei hochladen · Wikidata zu Pfarrhaus (Q29678898)                                                    | Pfarrhaus KGS-Nr.: 12153                                                   | B    | G   | Kanonengasse 1 622412 / 259371          | Pfarrhaus, bis 1833 auch Schulhaus. Erbaut 1743. |
| BW   | Datei hochladen · Wikidata zu Archiv Denkmalpflege (Q29678726)                                         | Archiv der Denkmalpflege KGS-Nr.: 12154                                    | B    | S   | Kreuzbodenweg 2 621847 / 259747         | |
| ja   | Datei hochladen · Wikidata zu Villa Gauss (Q29679025)                                                  | Villa Gauss KGS-Nr.: 12155                                                 | B    | G   | Rheinstrasse 24 622055 / 259660         | Erbaut 1864–1866 durch Johann Jakob Stehlin für Martin Birmann. |
| ja   | Datei hochladen · Wikidata zu Thomasturm (Q29678994)                                                   | Thomasturm KGS-Nr.: 12156                                                  | B    | G   | Kanonengasse 51 622405 / 259227         | Erbaut 1509 während der Erneuerung der Stadtmauer. 1910 wurden durch Ernst Wenger Zinnenbekrönung, Arkadenvorbau, Fensteröffnungen rekonstruiert. |
| BW   | Datei hochladen · Wikidata zu Villa Burggarten (Q29679008)                                             | Villa Burggarten KGS-Nr.: 12157                                            | B    | G   | Gartenstrasse 2 622245 / 259078         | Fabrikantenvilla, 1895, Architekt: Carl Begle. |
| ja   | Datei hochladen · Wikidata zu Villa Scholer (Q29679042)                                                | Villa Scholer KGS-Nr.: 12158                                               | B    | G   | Kreuzbodenweg 2 621848 / 259742         | Klassizistische Villa, erbaut wohl 1737–1838 für Brüder Brodbeck, Wohnung des ersten Landschreibers des Landkantons Johann Jakob Hug. Ab 1889 in Besitz des Bandfabrikanten Heinrich Scholer. Bis zum Erwerb der Liegenschaft 1974 durch den Kanton, verblieb die Villa im Besitz der Familie Scholer.                                                                          |
| ja   | Datei hochladen · Wikidata zu Dichter- und Stadtmuseum (Q1209488)                                      | Dichter- und Stadtmuseum KGS-Nr.: 12313                                    | B    | S   | Rathausstrasse 30 622300 / 259313       | |